# Gerard Victory
Gerard Victory (Dublin, 24 december 1921 – aldaar, 14 maart 1995) was een Iers componist.

## Levensloop
Victory studeerde aanvankelijk Celtic aan de Nationale Universiteit van Ierland in Dublin en muziek aan de Universiteit van Dublin (Trinity College) in Dublin en promoveerde in 1972. Als componist was hij meestal autodidact, ook als hij formele compositiestudies deed bij John Larchett, Alan Rawsthorne en Walter Beckett. Hij was ook veel op de Internationale Ferienkurse für Neue Musik in Darmstadt.
Zijn carrière begon in de administratie van muziek als directeur van de afdeling muziek van de Ierse nationale omroeporganisatie Radio Telefis Eireann (RTÉ) in de tijd van 1967 tot 1982. Victory werd meermaals onderscheiden, onder andere als Fellow of the Royal Irish Academy of Music, bekroond met de Franse Ordre des Arts et des Lettres en met het Duitse Bundesverdienstkreuz.
Als componist was het rond de jaren 1980, dat hij zeer geïnteresseerd werd in het schrijven van muziek voor harmonieorkesten en brassbands. Maar hij schreef ook voor andere genres, in totaal meer dan tweehonderd composities in verschillende stijlen inclusief tonale, seriële, aleatorische en elektroakoestische muziek.

## Composities

### Werken voor orkest

#### Symfonieën
- 1961 Symfonie Nr. 1
- 1977 Symfonie Nr. 2
- 1984 Symfonie No. 3
- 1988 Symfonie No. 4

#### Concerten voor instrumenten
- 1968 Concerto, voor accordeon en orkest
- 1971 Concerto, voor harp en kamerorkest

#### Andere Werken
- 1956 Gaelic Galop
- 1963 Improbable Prelude
- 1963 Five Mantras, voor strijkorkest
- 1966 Favola di Notte
- 1968 Four Tableaux
- 1970 Cyrano de Bergerac Overture
- 1970 Jonathan Swift
- 1971 The Spirit of Molière
- 1972 Tetragon, voor hobo solo en orkest
- 1973 From Renoirs Workshop
- 1973 The Europeans
- 1975 Olympic Festival Overture
- 1975 Capriccio
- 1977 Der Irische Husar, voor strijkorkest
- 1980 Three Irish Pictures
- 1981 Six Epiphanies of the Author
- 1982 Five Inventions
- 1986 Monte Cristo
- 1988 Dubliners
- 1990 Ómós don Uachtarán
- 1991 Eblana
- The Broad and the Narrow Ways, voor stemmen en orkest

### Werken voor harmonieorkest en brassband
- 1980 Vienna Derby
- 1981 Fearless and Free, voor brassband
- 1982 Trumpets and Toreros
- 1983 Navan Rhapsody, voor brassband
- 1984 Andromeda
- 1985 Tightrope, voor brassband
- 1985 Marche Bizarre
- 1988 Tableaux Sportifs, voor harmonieorkest
- 1992 St James’s Suite, voor harmonieorkest (geschreven ter gelegenheid van het 75-jarig bestaan van de Auteursrechtvereniging van Ierland)
- Mayo Rhapsody, voor harmonieorkest (opgedraagen aan de President van Ierland ter gelegenheid van het 75-jarig bestand van de Irish Police Force)

### Cantates
- 1975-1981 Ultima Rerum, cantate voor solisten, twee koren en orkest

### Muziektheater
- 1994 The Wooing of Éadaoin, kinderopera

### Werken voor koor
- 1984 Songs from Lyonnesse, voor gemengd koor
- 1991 Responsibilities, voor gemengd koor

### Vocale muziek
- 1962 Le Petit Cerf, voor sopraan en gemengd koor
- 1967 Kriegsleider, voor tenor, gemengd koor, trompet en slagwerk
- 1968 Civitas Nova, voor solisten, gemengd koor en orgel
- 1970 The Magic Trumpet, voor spreker en ensemble
- 1975 Cinq Chansons de Rimbaud, voor sopraan en piano
- 1978 Seven Songs of Experience, voor solisten en gemengd koor
- 1989 The Rendezvous, voor solisten en orkest
- 1991 Seasons of Eros, voor baritone en piano

### Kamermuziek
- 1979 Five Exotic Dances, voor kopersextet
- 1982 Strijktrio, voor viool, altviool en cello
- 1985 Commedia, voor twee trompetten, hoorn, trombone en tuba
- 1987 Concertino alla Grecque, voor trombone en piano
- 1990 Moresca, voor viool, cello en harp

### Werken voor orgel
- 1979 Resurrection Voluntary
- 1985 A Lyric Prelude

### Werken voor piano
- 1962 Prelude and Toccata
- 1965 Three Masks
- 1966 Cinque Correlazioni
- 1979 Verona Preludes
- 1991 Kennedy Variations

### Elektronische muziek
- 1973-1975 Processus, voor gemengd koor, koperblazers, slagwerk, piano's en geluidsband

### Cd-opnamen
- Three Irish Pictures  Romantic Ireland, RTÉ Sinfonietta cond. P. Ó Duinn; Marco Polo: 1996.
- Songs from Lyonnesse – Pie Jesu, National Chamber Choir of Ireland cond. Colin Mawby; Black Box: 2000.
- Ultima Rerum  Ireland National Symphony Orchestra and soloists cond. Colman Pearce; Marco Polo: 1997.

- Bibliothèque nationale de France: cb14001669k (data)
- Gemeinsame Normdatei: 103813780
- International Standard Name Identifier: 0000 0000 8116 3477
- Library of Congress Control Number: n87807044
- MusicBrainz: 49f728e5-ccc1-4dc6-ae37-2f818e637b67
- Nationale Bibliotheek van Israël: 987007342202805171
- Nederlandse Thesaurus van Auteursnamen: 375285202
- SNAC: w6sq9htk
- Système universitaire de documentation: 080758215
- Virtual International Authority File: 37183643
- WorldCat: E39PBJmXMmhTjvVjMX4vG6WYyd